# Čierna voda (dopływ Użu)
Čierna voda – rzeka we wschodniej Słowacji, prawy dopływ Użu w zlewisku Morza Czarnego. Długość – 23,5 km.
Čierna voda wypływa ze śluzy na południowym brzegu Zemplínskiej šíravy i płynie na południe przez Nizinę Wschodniosłowacką. Uchodzi do Użu na południe od wsi Stretavka. Rzeka jest w całości skanalizowana, stanowi część systemu melioracyjnego Niziny Wschodniosłowackiej.